# Tympanoctomys kirchnerorum
La rata vizcacha patagónica o rata vizcacha de Kirchner (Tympanoctomys kirchnerorum) es una de las dos especies vivientes del género Tympanoctomys, roedores de la familia Octodontidae. Las ratas vizcachas se alimentan de plantas halófilas, por lo que poseen riñones adaptados a una dieta con elevados niveles de cloruro de sodio. Esta especie fue encontrada en el centro-sur de la Argentina. Hacía 50 años que no se descubría una nueva especie para la ciencia de mamífero viviente en la Patagonia árida.

## Distribución
Fueron colectados ejemplares vivos en la región del «Yacimiento Los Adobes», campamento minero administrado por la Comisión Nacional de Energía Atómica (CNEA), situado en el extremo norte del departamento Paso de Indios, justo en la zona en que contacta con el sur del departamento Gastre, en el centro-norte de la provincia del Chubut, sector medio de la Patagonia argentina. Fue localizada por un equipo de científicos integrado por 3 profesionales de la Unidad de Investigación “Diversidad, Sistemática y Evolución” del Centro Nacional Patagónico (Cenpat) del Consejo Nacional de Investigaciones Científicas y Técnicas argentino (CONICET) —P. Teta, U. Pardiñas, y D. Udrizar Sauthier—, y el restante —M. Gallardo— de la Universidad Austral de Chile.
Los primeros indicios de su existencia fueron restos fósiles exhumados de perfiles holocénicos  en el año 2005, en al menos de 4 localidades del valle medio e inferior del río Chubut, y publicados por dos de los descriptores como pertenecientes a la única especie viviente del género que se conocía hasta ese momento: Tympanoctomys barrerae. Un análisis más profundo de los restos llevó a los investigadores a darse cuenta de que estaban frente a una especie aún no descrita para la ciencia. La hipótesis que se plantearon fue si aún sobreviviría en la zona alguna población relíctica. Para develar la incógnita se comenzó a buscar sus restos en egagrópilas de aves rapaces en dormideros de la zona, hasta que lograron hallar sus huesos en uno de ellos. Finalmente colocaron trampas en los alrededores de dicho dormidero, con las que se lograron capturar ejemplares.

## Características
Si se la compara con la otra especie viviente del género Tympanoctomys (T. barrerae) T. kirchnerorum muestra particularidades genéticas y morfométricas, incluso es diferente en sus espermatozoides, los que son más pequeños. Su tamaño es menor; su patrón cromático general es amarillento (no rojizo como en T. barrerae) y su cola es proporcionalmente más corta al comparar su largo con la longitud cabeza + cuerpo (43 a 50 % contra 49 a 53 % en T. barrerae). También muestra una combinación única de características morfológicas en el cráneo y la dentición, con nasales estrechos y posteriormente acuminados (los que son anchos y en forma de barril en el caso de T. barrerae), el supraoccipital no está expandido lateralmente (mientras que en T. barrerae sí está expandido); finalmente, el tercer molar inferior posee una forma de “8”, lo que permite separarla no sólo de T. barrerae sino que también de la tercera especie del género, la extinta: T. cordubensis, ya que en ambas es en forma de “coma”.

## Hábitat y costumbres
Esta especie fue encontrada en una zona de estepas arbustivas halófitas áridas fitogeográficamente pertenecientes al sector norte del distrito fitogeográfico patagónico central de la provincia fitogeográfica patagónica.
Biogeográficamente, la zona donde se encontró a esta especie es incluida en la ecorregión terrestre estepa patagónica.
El hábitat que le es propio son salares desérticos muy inhóspitos. Al ser un ambiente extremo la especie debió evolucionar para poder adaptarse y sobrevivir. Cuenta con un poderoso oído para poder detectar a los depredadores. Para poder alimentarse de las plantas halófitas (las que poseen un alto nivel de sal) pela las hojas con unos pelos especiales que tienen antes de los dientes. Para contrarrestar las temperaturas variables y el frío extremo sus cuevas son complejas, con varios niveles a distinta profundidad. Su camada está compuesta de hasta 3 crías.

## Taxonomía
Esta especie fue descrita originalmente en el año 2014 por los biólogos argentinos Pablo Teta, Ulyses F. J. Pardiñas, Daniel E. Udrizar Sauthier y el chileno Milton Gallardo.
Genética
Genéticamente, esta especie de roedor pertenece a un género tetraploide, es decir, posee cuatro juegos de cromosomas, característica anormal entre los mamíferos que generalmente son diploides. Se hipotetizó que, por fallas en la mitosis o en la meiosis, un ancestro duplicó su número cromosómico.
Etimología
Etimológicamente su nombre genérico proviene de la unión de dos palabras del idioma griego: tympa, por el gran desarrollo de las bullas timpánicas del cráneo, y octomys en razón a sus molares en forma de "8". 
El término específico kirchnerorum, es en honor a los presidentes Néstor Kirchner y Cristina Fernández de Kirchner, según señaló uno de sus descriptores: 

«en homenaje a los últimos dos presidentes que tanto hicieron por la ciencia, mejorando el presupuesto, repatriando científicos, creando un ministerio del área y fomentando la investigación es que a la nueva especie la bautizamos con el nombre de Kirchnerorum».

Sobre el hecho de que quede asociado el nombre de Kirchner con una rata, los propios científicos lo aclararon: 

«Creemos que es un homenaje y el hecho de que sea un roedor es independiente. Lo fundamental de la taxonomía y de este tipo de decisiones es que el nombre queda inmortalizado, esto no desaparece más. Nosotros trabajamos con nombres que fueron acuñados por Linneo hace 300 años y ese nombre entra en la historia. Es un reconocimiento que pasa los límites del detalle de qué es lo que te dedican, sea una amapola o un tiranosaurio».

## Conservación
Su reducido territorio actual de distribución, sumado al hecho de haber sufrido extinciones reciente en el curso medio e inferior del río Chubut, agravado por los perjuicios que sobrevendrían como resultado de proyectos mineros en la zona, hacen que el pronóstico para el futuro próximo para la especie sea el de un alto riesgo de extinción.